# ريمس (دائرة إدارية)
ريمس (بالفرنسية: Arrondissement de Reims)‏ هي دائرة إدارية فرنسية، في فرنسا، تقع في المارن، بلغ عدد سكانها 298,134  نسمة وذلك حسب إحصائيات سنة 2015، عاصمتها رانس، تبلغ مساحتها 1,702 كيلومتر مربع.

## التقسيمات الإدارية
- canton of Beine-Nauroy  [لغات أخرى]‏
- Canton of Bourgogne-Fresne [الإنجليزية]‏
- canton of Châtillon-sur-Marne  [لغات أخرى]‏
- canton of Fismes  [لغات أخرى]‏
- كانتون ريمس-1 [الإنجليزية]‏
- كانتون ريمس-2 [الإنجليزية]‏
- كانتون ريمس-3 [الإنجليزية]‏
- كانتون ريمس-4 [الإنجليزية]‏
- canton of Verzy  [لغات أخرى]‏
- canton of Ville-en-Tardenois  [لغات أخرى]‏
- كانتون ريمس-5 [الإنجليزية]‏
- كانتون ريمس-6 [الإنجليزية]‏
- كانتون ريمس-7 [الإنجليزية]‏
- كانتون ريمس-8 [الإنجليزية]‏
- كانتون ريمس-9 [الإنجليزية]‏
- canton of Reims-10  [لغات أخرى]‏
- رانس.